# Lorenza Mazzetti

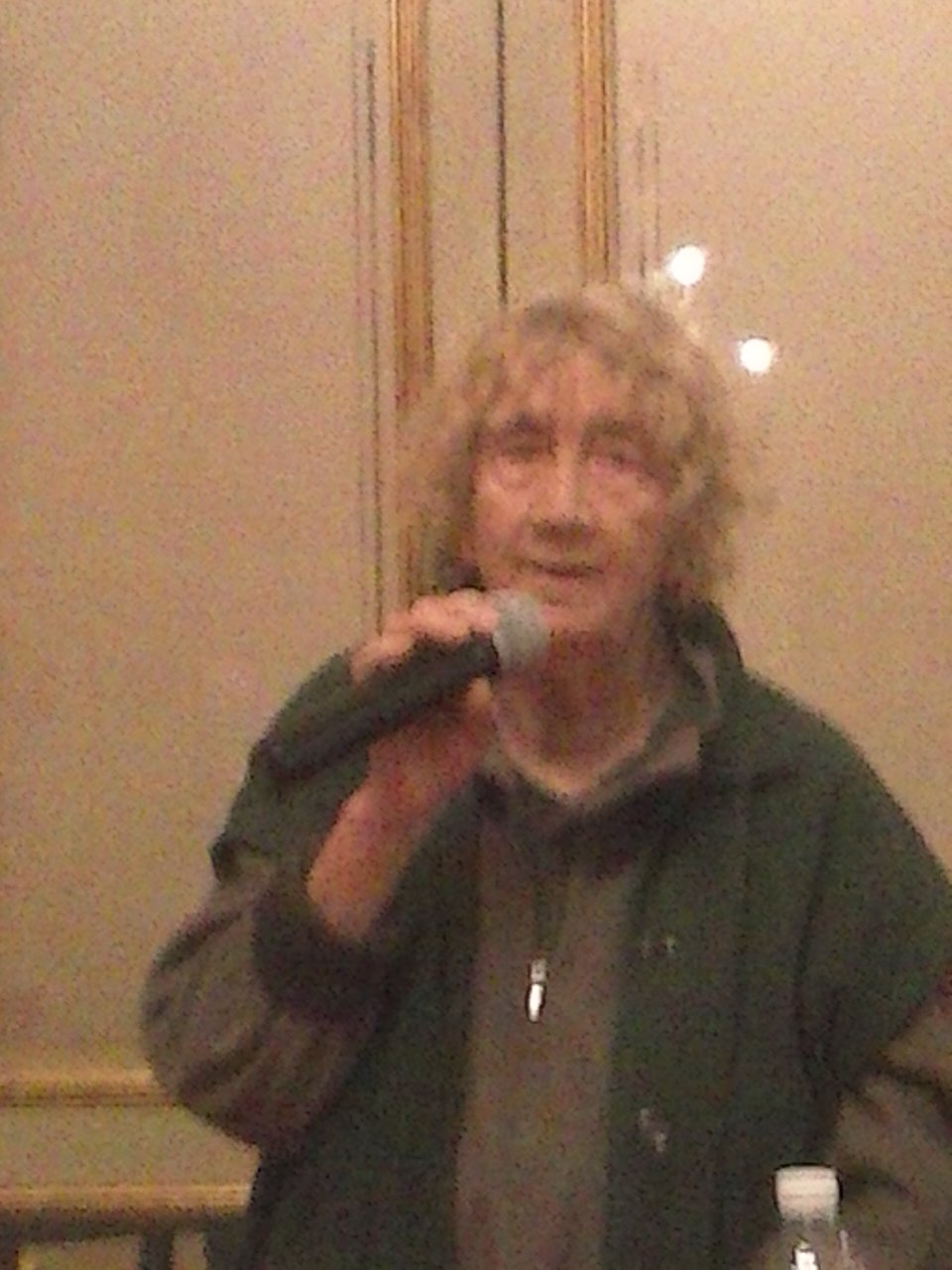
Lorenza Mazzetti (2014)

Lorenza Mazzetti (* 26. Juli 1927 bei Florenz; † 4. Januar 2020 in Rom) war eine italienische Regisseurin, Autorin und Malerin.

## Leben
Lorenza Mazzettis Mutter starb kurz nach der Geburt. Lorenza und ihre Zwillingsschwester Paola wuchsen bei der Schwester des Vaters Cesarina (Nina) Mazzetti und ihrem Mann Robert Einstein, einem Cousin Albert Einsteins, und deren Töchtern Luce und Cici auf. Im August 1944 wurden Nina, Luce und Cici Einstein von einem Kommando der deutschen SS ermordet, ihr Onkel entkam der Mordaktion, er beging aber im Jahr darauf Suizid. Lorenza und Paola lebten von da an wieder bei ihrem leiblichen Vater bis zu dessen baldigem Unfalltod.
Lorenza Mazzetti besuchte die Universität Rom und ging im Anschluss während der 1950er Jahre zur Vertiefung des Studiums an der Slade School of Fine Art nach London. Sie wurde Mitglied der Free-Cinema-Bewegung und realisierte einige Filme, die außerhalb Großbritanniens kaum zu sehen waren. Das bemerkenswerte Drama Together von 1956 erzählt dabei die Geschichte zweier Taubstummer. Ab 1959 war sie in ihrem Heimatland zurück und arbeitete an der Seite von Cesare Zavattini bei einigen von dessen Projekten mit. Als Regisseurin war sie hauptsächlich für Kurzfilme tätig; für zwei der in den 1960er Jahren populären Episodenfilme drehte sie Segmente. Mit ihrem schriftstellerischen Werk Il cielo cade, in dem sie ihre Kindheit aufarbeitete, gewann sie 1962 den Premio Viareggio. Es wurde im Jahr 2000 verfilmt.
Später leitete sie das Kindertheater Puppett Theatre in Rom.
Zeitlebens versuchten Lorenza und ihre Zwillingsschwester Paola, die Hinrichtung ihrer Tante und Cousinen aufzuklären.
Lorenza Mazzetti starb am 4. Januar 2020 im Alter von 92 Jahren.

## Filmografie (Auswahl)
- 1961: Die Italienerin und die Liebe (Le italiane e l’amore) (eine Episode)

## Veröffentlichungen
- 1961: Il cielo cade

## Dokumentarfilm
- Friedemann Fromm: Einsteins Nichten – Die Geschichte vom Verlust und Überleben. Dokumentarfilm. 2017